# Заможненський заказник
Замо́жненський зака́зник — ландшафтний заказник місцевого значення в Україні. Розташований у межах Глобинського району Полтавської області, біля села Заможне. 
Площа 158,2 га. Статус надано згідно з рішенням облради від 04.09.1995 року. Перебуває віданні Заможненської сільської ради. 
Статус надано для збереження природних комплексів долини річки Псел з мальовничими крутосхилами і заплавними луками. 

## Галерея

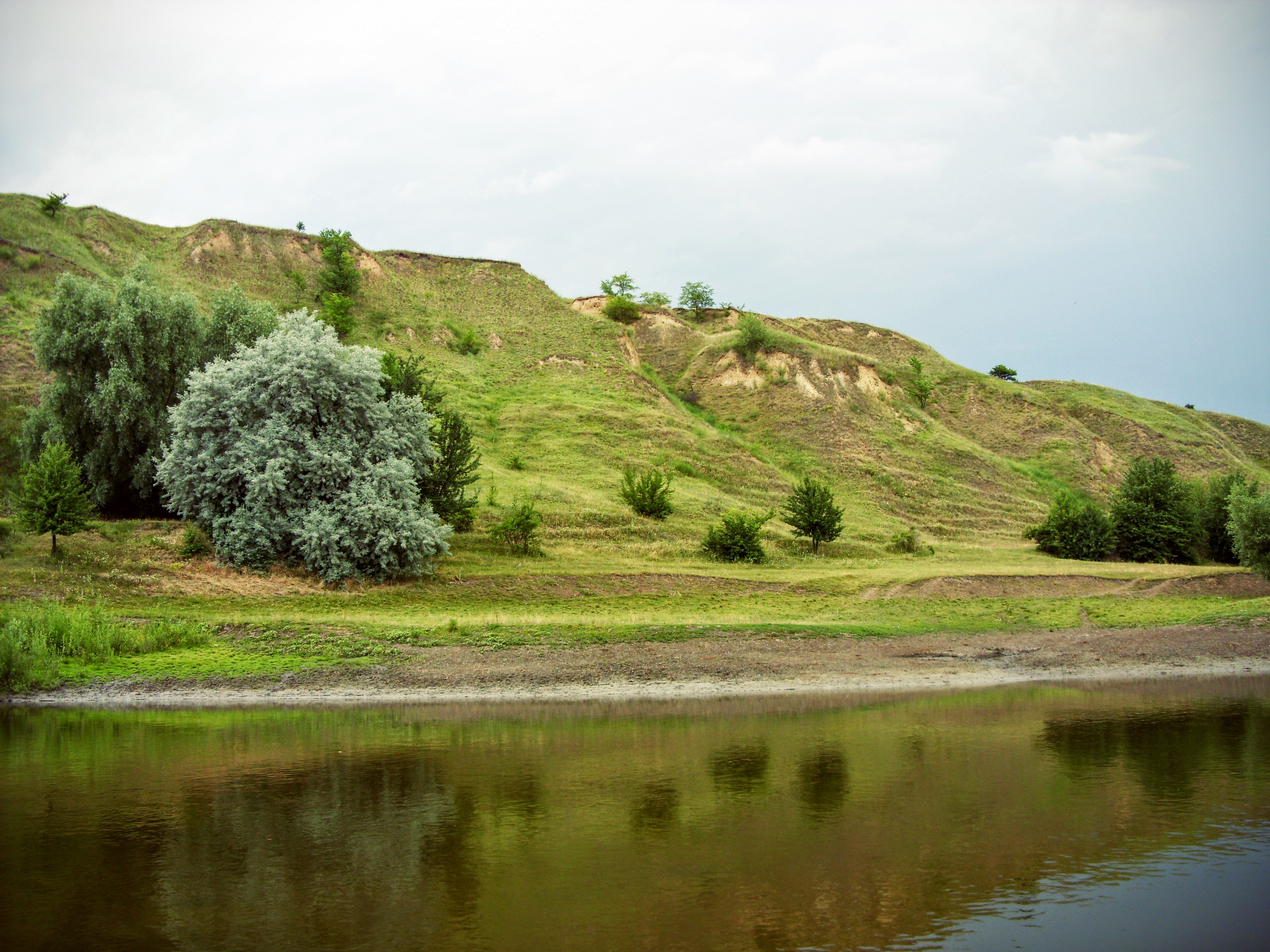
Вид на Броварську гору з Псла (жовтень 2008)
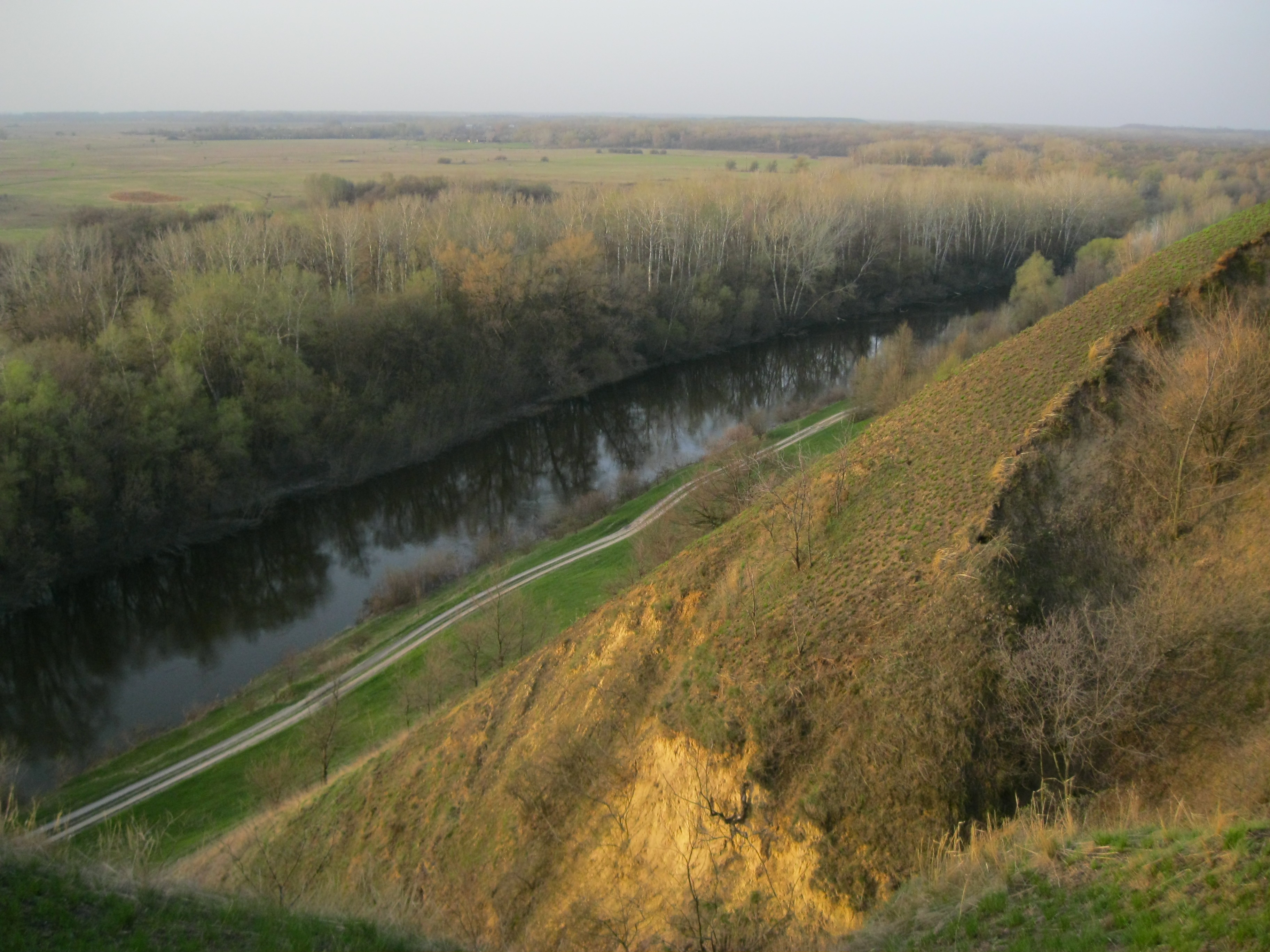
Вид на Псел із Броварської гори (квітень 2016)
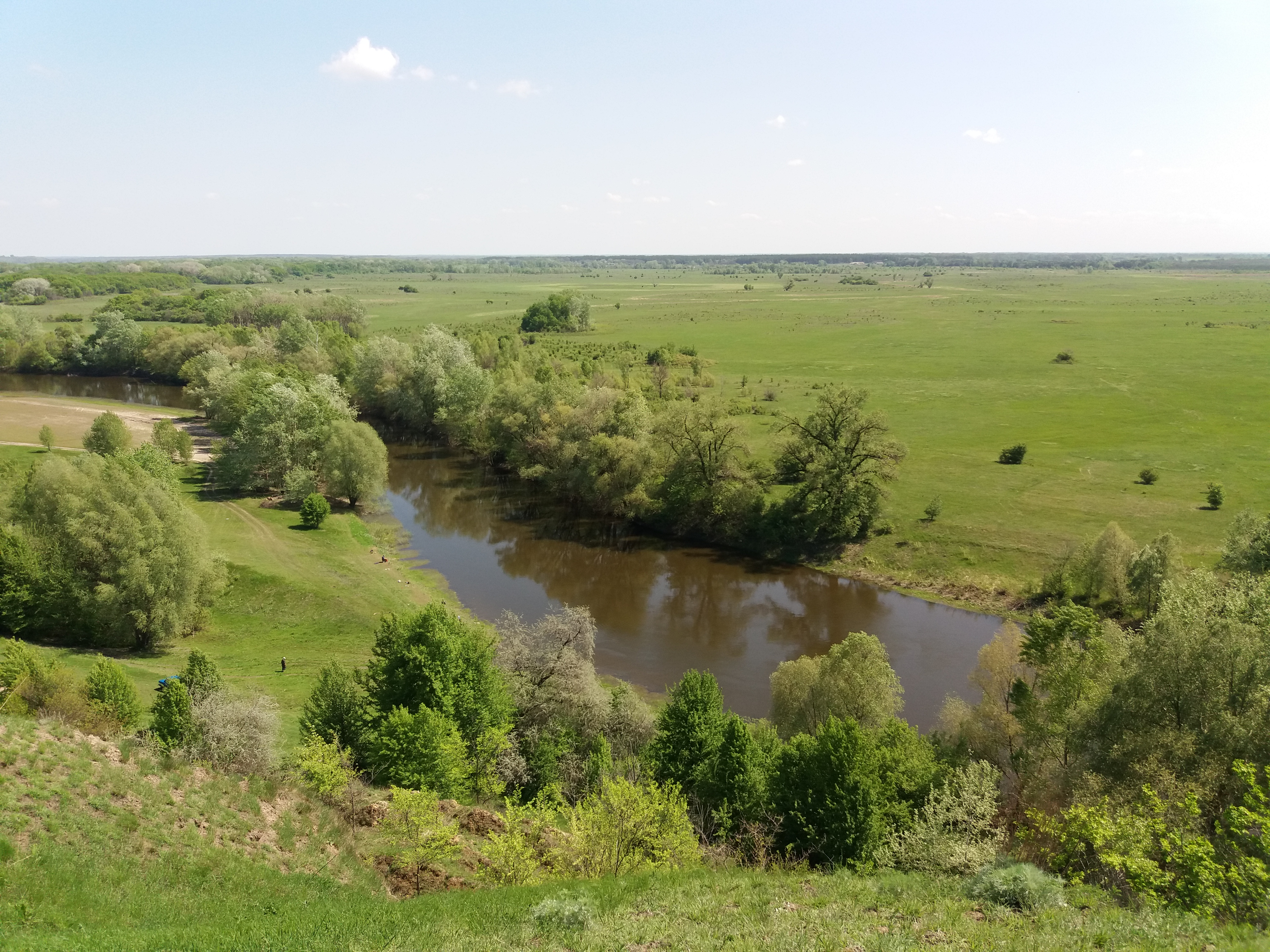
Вид на Псел із Броварської гори (травень 2019)